# Burg Leupolz
Die Burgrest Leupolz ist der Rest einer Höhenburg auf 630 m ü. NHN bei dem Ortsteil Leupolzbauhof der Stadt Wangen im Allgäu im Landkreis Ravensburg in Baden-Württemberg.
Die von den Herren von Leupolz, Ministeriale des Klosters St. Gallen, vor 1229 erbaute Burg wurde 1229 erwähnt, 1389 zerstört, ab 1455 wieder aufgebaut und ist am 24. Juni 1624 durch einen Blitzeinschlag abgebrannt. Von der ehemaligen Burganlage mit rechteckigen Turm, Ringmauer und zwei Gebäuden sind noch Grundmauern erhalten.